# Rayo Vallecano (femení)
El Rayo Vallecano femení és la secció femenina del club madrileny de futbol Rayo Vallecano, que al 2000 va absorbir el CD El Buen Retiro. Va arribar a Primera al 2003, i entre 2008 i 2012 va guanyar tres Lligues i una Copa. Després ha anat baixant a la parta mitja de la taula. Va arribar als vuitens de final de la Lliga de Campions dues vegades, en tots dues ocasions va ser eliminat per l'Arsenal.
Actualment milita a la Segona Federació de Futbol Femení.

## Històric

### Palmarès
- 3 Lligues d'Espanya
  - 08/09 - 09/10 - 10/11
- 1 Copa d'Espanya
  - 07/08

### Trajectòria
| Primera Divisió |  |   |   | 9 | 7 | 4 | 4 | 2 | 1 | 1 | 1 | 4 | 6 | 4 | 6 | 10 |
| Segona Divisió  |  | 1 | 1 |   |   |   |   |   |   |   |   |   |   |   |   |    |

| 2009/10 |            | FK Rossiyanka   |            |
| 2010/11 |            | Valur Reykjavík | Arsenal FC |
| 2011/12 | Pärnu JK ¹ | PK-35 Vantaa    | Arsenal FC |

¹ Fase de grups. Equip eliminat millor posicionat o equip classificat pitjor posicionat.